# Bybrook
Bybrook – dzielnica w Ashford, w Anglii, w Kent, w dystrykcie Ashford. Leży 1,7 km od centrum miasta Ashford, 28,1 km od miasta Maidstone i 78 km od Londynu. W 2011 roku dzielnica liczyła 2591 mieszkańców.